# Ogcodes zonatus
Ogcodes zonatus är en tvåvingeart som beskrevs av Wilhelm Ferdinand Erichson 1840. Ogcodes zonatus ingår i släktet Ogcodes och familjen kulflugor. Inga underarter finns listade i Catalogue of Life.